# 29 lutego
29 lutego jest 60. (tylko w latach przestępnych) dniem w kalendarzu gregoriańskim. Do końca roku pozostaje 306 dni. Data ta występuje w większości lat, które są podzielne przez 4, jak wszystkie lata przestępne. W kalendarzu chińskim dzień ten występuje tylko w latach małpy, smoka i szczura.

## Święta
- Imieniny obchodzą: Antonia, August, Dobrosiodł, Hilary, Oswald i Roman
- Międzynarodowe – Dzień Chorób Rzadkich (28 lutego, gdy rok ma 365 dni; zapoczątkowany przez Europejską Federację Rodziców Pacjentów i Pacjentów z rzadkimi chorobami – EURORDIS)[1]

## Wydarzenia w Polsce
- 1312 – Synowie zmarłego w 1309 roku księcia głogowskiego Henryka III głogowskiego dokonali podziału dziedzictwa. Henryk IV Wierny wraz z młodszymi braćmi, Janem ścinawskim i Przemkiem głogowskim otrzymał Żagań i Poznań, Konrad I oleśnicki Namysłów i Kalisz, a Bolesław oleśnicki Księstwo Oleśnickie wraz z Gnieznem.
- 1348 – Król Kazimierz III Wielki nadał prawa miejskie Ciężkowicom.
- 1388 – Król Władysław II Jagiełło nadał szlachcie przywilej piotrkowski.
- 1468 – Został nadany pierwszy litewski kodeks – Statut Kazimierza IV Jagiellończyka.
- 1768 – W mieście Bar na Podolu została zawiązana konfederacja nazwana później barską.
- 1920 – Na Rynku Głównym w Krakowie odbył się Wiec Śląski z udziałem 100 tys. osób. Z tej okazji przybyło do miasta około 10 tys. gości ze Śląska Cieszyńskiego, Spisza i Orawy. W uchwalonych rezolucjach deklarowano wszelką pomoc na czas plebiscytu, zapowiadano, że sfałszowane wyniki plebiscytu nie zostaną uznane, a na wszelki gwałt ludność polska odpowie gwałtem.
- 1936 – Zakończono budowę kolei linowej na Kasprowy Wierch w Zakopanem.
- 1944 – Oddział UPA z pomocą ludności ukraińskiej dokonał w nocy z 28 na 29 lutego rzezi na 156 polskich mieszkańcach wsi Korościatyn na Podolu.
- 1964 – Został ogłoszony tzw. Plan Gomułki – memorandum rządu PRL w sprawie wstrzymania zbrojeń jądrowych w Europie Środkowej.
- 1968 – Podczas nadzwyczajnego zebrania oddziału Związku Literatów Polskich w Warszawie wyrażony został protest przeciwko zdjęciu ze sceny Teatru Narodowego w Warszawie spektaklu Dziady Adama Mickiewicza w reżyserii Kazimierza Dejmka oraz wystosowana została rezolucja przeciwko nasilaniu się cenzury i działaniom władz zagrażającym kulturze narodowej. W trakcie obrad Stefan Kisielewski użył w stosunku do władz państwowych określenia „dyktatura ciemniaków”.
- 1992 – W Sali Kongresowej Pałacu Kultury i Nauki w Warszawie odbyła się Gala piosenki popularnej i chodnikowej.
- 2012 – Rozegrano inauguracyjny mecz Polska-Portugalia (0−0) na Stadionie Narodowym w Warszawie.

## Wydarzenia na świecie
- 888 – Odon został koronowany w Compiègne na króla zachodniofrankijskiego.
- 1504 – Miało miejsce zaćmienie Księżyca, które zostało wykorzystane na Jamajce przez Krzysztofa Kolumba do zastraszenia tubylców w celu dostarczenia przez nich żywności.
- 1704 – Wojna królowej Anny: oddział francusko-kanadyjski wraz z około 200-250 Indianami dokonał rajdu na Deerfield w Nowej Anglii, niszcząc miasto, zabijając 56 i biorąc do niewoli 112 osób.
- 1720 – Królowa Szwecji Ulryka Eleonora Wittelsbach abdykowała na rzecz swego męża Fryderyka I Heskiego.
- 1752 – Alaungpaya został królem Birmy.
- 1796:
  - Wszedł w życie brytyjsko-amerykański traktat Jaya.
  - Założono Bibliotekę Narodową Portugalii w Lizbonie.
- 1808 – Wojna na Półwyspie Iberyjskim: kapitulacja obrońców twierdzy Montjuïc w Barcelonie przed wojskami francuskimi.
- 1828 – W Paryżu odbyła się premiera opery Niema z Portici z muzyką Daniela Aubera i librettem Eugène’a Scribe i Germaina Delavigne’a
- 1880 – Austriacki astronom Johann Palisa odkrył planetoidę (214) Aschera.
- 1884 – Zwycięstwo egipskiego korpusu ekspedycyjnego nad sudańskimi mahdystami w II bitwie pod El-Teb.
- 1916 – I wojna światowa: w odległości 200 mil morskich na wschód od Wysp Owczych doszło do bitwy między niemieckim krążownikiem pomocniczym „SMS Greif” i brytyjskim HMS „Alcantra”, zakończonej zatopieniem obu jednostek. Spośród załogi „Alcantry” zginęło 74 marynarzy, z załogi „Greifa” 194 (w tym dowódca), a do niewoli wzięto 115 osób.
- 1920:
  - Węgry zostały ponownie proklamowane królestwem z admirałem Miklósem Horthym jako regentem.
  - Została uchwalona konstytucja Czechosłowacji.
- 1936 – W Japonii zdławiono po 3 dniach próbę zamachu stanu, zorganizowanego przez radykalnych ultranacjonalistów z ugrupowania Kōdō-ha działającego w japońskiej armii.
- 1940:
  - Odbyła się 12. ceremonia wręczenia Oscarów. Hattie McDaniel jako pierwsza czarnoskóra aktorka otrzymała Oscara za rolę Mammy w filmie Przeminęło z wiatrem w reżyserii Victora Fleminga, a sam film nagrodzono ogółem ośmioma statuetkami.
  - Wojna zimowa: Finlandia wystąpiła do ZSRR z propozycją rozpoczęcia rozmów pokojowych.
- 1944:
  - Na poligonie w Peenemünde dokonano pierwszego udanego wystrzelenia rakietowego pocisku przeciwlotniczego Wasserfall.
  - Wojna na Pacyfiku: rozpoczęły się walki o Wyspy Admiralicji.
- 1948 – Wojna domowa w Mandacie Palestyny: 28 osób zginęło, a 35 zostało rannych w zamachu bombowym na pociąg jadący z Kairu do Hajfy, dokonanym przez członków żydowskiej organizacji terrorystycznej Lechi.
- 1952 – Wyspa Helgoland na Morzu Północnym wróciła pod zarząd RFN.
- 1956 – Zgromadzenie Narodowe Pakistanu uchwaliło nową konstytucję nadającą państwu ustrój republiki islamskiej.
- 1960:
  - Dokonano oblotu amerykańskiego lekkiego samolotu turystycznego Beechcraft Baron.
  - Trzęsienie ziemi zniszczyło miasto Agadir na południu Maroka, w wyniku czego zginęło ok. 12 tys. osób, a ok. 25 tys. odniosło obrażenia.
- 1964 – Należący do British Eagle International Airlines samolot Bristol Britannia 312, odbywający rejs z Londynu do Innsbrucka, rozbił się o wschodnie zbocze góry Glungezer w austriackich Alpach, w wyniku czego zginęły 83 osoby (75 pasażerów i 8 członków załogi).
- 1968 – Brytyjska astrofizyk Jocelyn Bell Burnell poinformowała o odkryciu pierwszego pulsara.
- 1988 – W wyniku apelacji byłemu dyktatorowi Republiki Środkowoafrykańskiej Jeanowi-Bédelowi Bokassie zamieniono karę śmierci na karę dożywocie.
- 1996:
  - 123 osoby zginęły w katastrofie peruwiańskiego samolotu pasażerskiego Boeinga 737 podczas lądowania w Arequipie w Peru.
  - Rząd USA zgodził się wypłacić odszkodowania za 248 obywateli Iranu, którzy zginęli w wyniku omyłkowego zestrzelenia irańskiego samolotu pasażerskiego Airbus A300 przez krążownik USS „Vincennes” 3 lipca 1988 roku nad Zatoką Perską.
  - Wojna w Bośni i Hercegowinie: zakończyło się 4-letnie oblężenie Sarajewa przez siły serbskie.
- 2004:
  - Odbyła się 76. ceremonia rozdania Oscarów.
  - W wyniku zamieszek społecznych Jean-Bertrand Aristide ustąpił ze stanowiska prezydenta Haiti.
- 2008:
  - 54 osoby zginęły, a 23 odniosły obrażenia w katastrofie autobusu w mieście Jutiapa w Gwatemali.
  - Han Seung-soo został premierem Korei Południowej.
  - Milo Đukanović został po raz trzeci premierem Czarnogóry.
  - Oskarżony o zbrodnie przeciwko ludzkości i ludobójstwo iracki wojskowy i polityk Ali Hasan al-Madżid (znany jako „Chemiczny Ali“ i „Rzeźnik Kurdystanu“) został skazany na śmierć przez powieszenie.
  - W czasie pogrzebu w Dolinie Swat w Pakistanie doszło do zamachu bombowego, w którym zginęło 45 osób, a 82 zostały ranne.
- 2012 – W Tokio zakończono budowę najwyższej na świecie wieży telewizyjnej i widokowej Tokyo Skytree o wysokości całkowitej 634 m.
- 2016 – W Garzê tybetański mnich Kalsang Wangdu dokonał aktu samospalenia w proteście przeciwko polityce władz ChRL wobec Tybetańczyków[2].
- 2020 – Wojna w Afganistanie: delegacje Talibanu i USA podpisały w Dosze porozumienie, w myśl którego zagraniczne wojska interwencyjne miały się stopniowo wycofać z Afganistanu.
- 2024 – Żołnierze Izraela dokonali masakry na 118 Palestyńczykach, otwierając ogień do grupy cywilów stłoczonej przy konwoju z pomocą humanitarną[3][4][5].

## Urodzili się
- 1468 – Paweł III, papież (zm. 1549)
- 1528 – Albrecht V, książę Bawarii (zm. 1579)
- 1692 – John Byrom, brytyjski poeta (zm. 1763)
- 1724 – Eva Marie Veigel, niemiecka tancerka (zm. 1822)
- 1736 – Ann Lee, brytyjska reformatorka religijna, założycielka grupy szejkersów (zm. 1784)
- 1756 – Christian Frederik Hansen, duński architekt (zm. 1845)
- 1784 – Leo von Klenze, niemiecki architekt (zm. 1864)
- 1788:
  - Louis-François-Auguste de Rohan Chabot, francuski duchowny katolicki, arcybiskup Besançon, kardynał (zm. 1833)
  - John Selby Spence, amerykański polityk, senator (zm. 1840)
- 1792 – Gioacchino Rossini, włoski kompozytor (zm. 1868)
- 1808 – Aleksander Dominik Radziwiłł, polski książę (zm. 1859)
- 1820 – Lewis A. Swift, amerykański astronom (zm. 1913)
- 1828 – Emmeline B. Wells, amerykańska dziennikarka, edytorka, działaczka na rzecz praw kobiet, pisarka, poetka (zm. 1921)
- 1832 – Robert Adolf Chodasiewicz, polski wojskowy, inżynier, topograf (zm. 1896)
- 1840:
  - Paul Adolph, niemiecki prawnik, polityk (zm. 1914)
  - (lub 1841) John Philip Holland, amerykański konstruktor, wynalazca pochodzenia irlandzkiego (zm. 1914)
  - Theodor Leber, niemiecki okulista (zm. 1917)
  - Roman Rogiński, polski dowódca oddziału w powstaniu styczniowym, zesłaniec (zm. 1915)
- 1848:
  - Władysław Marconi, polski architekt (zm. 1915)
  - Stanisław Jan Kanty Stadnicki, polski hrabia, ziemianin, polityk (zm. 1915)
- 1852 – John Bingham Roberts, amerykański chirurg (zm. 1924)
- 1860 – Herman Hollerith, amerykański inżynier (zm. 1929)
- 1864:
  - Alice Davenport, amerykańska aktorka(zm. 1936)
  - Emma Dmochowska, polska pisarka, działaczka oświatowa (zm. 1919)
- 1872 – Maria Jakub Próchniewski, polski duchowny starokatolicki, biskup naczelny Kościoła Starokatolickiego Mariawitów w RP (zm. 1954)
- 1880:
  - Michał Broszko, polski hydromechanik, wykładowca akademicki (zm. 1954)
  - Marian Dederko, polski fotografik (zm. 1965)
  - Józef Gardecki, polski rzeźbiarz (zm. 1952)
  - Johan Alexander Nederbragt, holenderski polityk, dyplomata (zm. 1953)
- 1884:
  - Dario Canas, portugalski strzelec sportowy, polityk (zm. 1966)
  - Frederick Grace, brytyjski bokser (zm. 1964)
  - Marcel Granet, francuski socjolog, sinolog (zm. 1940)
- 1888:
  - Kazimierz Lagosz, polski duchowny katolicki, wikariusz kapitulny archidiecezji wrocławskiej z uprawnieniami biskupa rezydencjalnego (zm. 1961)
  - Gustav Sandberg, szwedzki piłkarz (zm. 1958)
  - Domenico Tardini, włoski kardynał, wysoki urzędnik Kurii Rzymskiej, sekretarz stanu Stolicy Apostolskiej (zm. 1961)
- 1892:
  - Vilmos Apor, węgierski duchowny katolicki, biskup Győru, męczennik (zm. 1945)
  - Adam Mitscha, polski kompozytor, muzykolog, pedagog (zm. 1992)
- 1896:
  - Morarji Desai, indyjski polityk, premier Indii (zm. 1995)
  - Wasilij Kadazanowicz, radziecki generał major i polski generał brygady (zm. 1969)
  - Karolis Požėla, litewski działacz komunistyczny (zm. 1926)
  - Leon Ptasznik, polski kapitan piechoty (zm. 1940)
  - Juozas Urbšys, litewski wojskowy, dyplomata, polityk (zm. 1991)
  - William A. Wellman, amerykański reżyser filmowy (zm. 1975)
- 1904:
  - Rukmini Devi Arundale, indyjska teozofka, tancerka i choreografka indyjskiego tańca klasycznego bharatanatjam, działaczka na rzecz dobrostanu zwierząt, polityk (zm. 1986)
  - Jimmy Dorsey, amerykański muzyk i kompozytor jazzowy (zm. 1957)
  - James Hamilton, brytyjski arystokrata, polityk (zm. 1979)
  - Jan Librach, polski sowietolog, dyplomata, działacz polonijny (zm. 1973)
  - Radosław Nowakowski, polski komandor porucznik (zm. 1965)
  - Wanda Zych, polska malarka (zm. 1997)
- 1908:
  - Balthus, francuski malarz, ilustrator pochodzenia polsko-niemiecko-żydowskiego (zm. 2001)
  - Dee Brown, amerykański pisarz, historyk (zm. 2002)
  - Waleria Drygała, polska dziennikarka (zm. 1969)
  - Hugo Johnson, szwedzki żeglarz sportowy (zm. 1983)
  - Robert Pearce, amerykański zapaśnik (zm. 1996)
- 1912:
  - Taiichi Ōno, japoński inżynier, menedżer (zm. 1990)
  - Karl Weber, wschodnioniemiecki konstruktor i kierowca wyścigowy (zm. ?)
- 1916 – Dinah Shore, amerykańska aktorka, piosenkarka (zm. 1994)
- 1920:
  - Fiodor Abramow, rosyjski pisarz, literaturoznawca, publicysta (zm. 1983)
  - James Mitchell, amerykański aktor, tancerz (zm. 2010)
  - Michèle Morgan, francuska aktorka (zm. 2016)
  - Helena Siekierska, polska harcerka, łączniczka ZWZ-AK (zm. 1943)
- 1924:
  - David Beattie, nowozelandzki prawnik, polityk, gubernator generalny (zm. 2001)
  - Andrzej Maria Deskur, polski kardynał (zm. 2011)
  - Gunnar Johansson, szwedzki piłkarz (zm. 2003)
  - Władimir Kriuczkow, radziecki generał, polityk, przewodniczący KGB (zm. 2007)
  - Ryszard Książyński, polski żeglarz, kapitan jachtowy (zm. 2013)
  - Carlos Humberto Romero, salwadorski generał, polityk, prezydent Salwadoru (zm. 2017)
  - Al Rosen, amerykański baseballista (zm. 2015)
  - Willibald Sauerländer, niemiecki historyk sztuki (zm. 2018)
  - Pierre Sinibaldi, francuski piłkarz (zm. 2012)
- 1928:
  - Joss Ackland, brytyjski aktor (zm. 2023)
  - Gustau Biosca, hiszpański piłkarz (zm. 2014)
  - Iwan Bohdan, ukraiński zapaśnik (zm. 2020)
  - Alfons Demming, niemiecki duchowny katolicki, biskup pomocniczy Münster (zm. 2012)
  - Irena Kamieńska, polska reżyserka filmów dokumentalnych (zm. 2016)
  - Jacek Sienicki, polski malarz, pedagog (zm. 2000)
- 1932:
  - Jan Dowgiałło, polski hydrogeolog, dyplomata (zm. 2019)
  - Anton Geurts, holenderski kajakarz (zm. 2017)
  - Masten Gregory, amerykański kierowca wyścigowy (zm. 1985)
  - Józef Grzegorz Ratajczak, polski prozaik, poeta (zm. 1999)
  - Orlando Rosa Romagna, brazylijski piłkarz (zm. 2011)
  - Janusz Stanny, polski grafik, plakacista, rysownik (zm. 2014)
- 1936:
  - Linda Kepp, estońska lekkoatletka, sprinterka (zm. 2006)
  - Jack Lousma, amerykański pułkownik pilot, astronauta
  - Aleksiej Mamykin, rosyjski piłkarz, trener (zm. 2011)
  - (lub 1933) Paulos Raptis, polski śpiewak operowy (tenor) pochodzenia greckiego (zm. 2021)
  - Alex Rocco, amerykański aktor pochodzenia włoskiego (zm. 2015)
  - Yves Rouquette, francuski poeta, prozaik (zm. 2015)
  - Henryka Rumowska, polska dziennikarka, publicystka, reżyserka telewizyjna (zm. 2003)
  - Marin Sorescu, rumuński poeta, prozaik, dramaturg, eseista (zm. 1996)
  - Ulf Svensson, szwedzki kierowca wyścigowy
- 1940:
  - Bartłomiej I, grecki duchowny prawosławny, patriarcha Konstantynopola
  - Krzysztof Kwinta, polski reżyser filmów dokumentalnych
  - John Ricard, amerykański duchowny katolicki, biskup Pensacola-Tallahassee
  - Paul Rutherford, brytyjski puzonista (zm. 2007)
  - Jożef Sabo, ukraiński piłkarz, trener pochodzenia węgierskiego
- 1944:
  - Danielle Auroi, francuska polityk
  - Ene Ergma, estońska astronom, wykładowczyni akademicka, polityk, przewodnicząca Zgromadzenia Państwowego
  - Dennis Farina, amerykański aktor pochodzenia włoskiego (zm. 2013)
  - Ołeksandr Moroz, ukraiński polityk, przewodniczący Rady Najwyższej
  - Jacek Różański, polski kardiochirurg
  - Paolo Eleuteri Serpieri, włoski twórca komiksów, ilustrator
- 1948:
  - Chung Un-chan, południowokoreański ekonomista, wykładowca akademicki
  - Richie Cole, amerykański saksofonista jazzowy, kompozytor, aranżer (zm. 2020)
  - Ken Foree, amerykański aktor
  - Seiji Isobe, japoński karateka
  - Patricia A. McKillip, amerykańska pisarka fantasy (zm. 2022)
- 1952:
  - Raúl González, meksykański lekkoatleta, chodziarz
  - Thomas Löhr, niemiecki duchowny katolicki, biskup pomocniczy Limburga
  - Oswaldo Payá, kubański polityk, dysydent (zm. 2012)
  - Walter Pöltner, austriacki prawnik, samorządowiec, polityk
  - Tim Powers, amerykański pisarz science fiction
  - Hermann Schützenhöfer, austriacki polityk, gubernator Styrii
  - Raisa Smietanina, rosyjska biegaczka narciarska
- 1956:
  - Marek Sochacki, polski muzyk, autor tekstów, kompozytor, piosenkarz, bard (zm. 2012)
  - Aileen Wuornos, amerykańska prostytutka, seryjna morderczyni (zm. 2002)
- 1960:
  - Giuseppe Favale, włoski duchowny katolicki, biskup Conversano-Monopoli
  - Khaled, algierski piosenkarz, muzyk, autor tekstów
  - Richard Ramirez, amerykański seryjny morderca pochodzenia meksykańskiego (zm. 2013)
  - Tony Robbins, amerykański mówca motywacyjny
  - Anna Wojciechowska, polska działaczka samorządowa, polityk, poseł na Sejm RP
- 1964:
  - Carmel Busuttil, maltański piłkarz, trener
  - Marek Leśniak, polski piłkarz
  - Ola Lindgren, szwedzki piłkarz ręczny, trener
  - Łarisa Pieleszenko, rosyjska lekkoatletka, kulomiotka
  - Antonella Ponziani, włoska aktorka
  - Marek Richter, polski aktor, piosenkarz
  - Swilen Rusinow, bułgarski bokser
  - Janusz Wójcik, polski lekkoatleta, długodystansowiec
- 1968:
  - Chucky Brown, amerykański koszykarz, trener
  - Rust Epique, amerykański gitarzysta, malarz, członek zespołów: Crazy Town i pre)Thing (zm. 2004)
  - Pete Fenson, amerykański curler
- 1972:
  - Siergiej Abramow, rosyjski ekonomista, polityk, prezydent Czeczenii
  - Steve Hart, brytyjski wokalista, aktor, członek boysbandu Worlds Apart
  - Magnus Kihlstedt, szwedzki piłkarz, bramkarz
  - Michael Pollitt, angielski piłkarz, bramkarz
  - Antonio Sabato Jr., włoski aktor
  - Pedro Sánchez, hiszpański polityk, premier Hiszpanii
  - Justyna Sola-Stańczyk, polska dziennikarka
  - Saul Williams, amerykański piosenkarz, muzyk, poeta, aktor
- 1976:
  - Vonteego Cummings, amerykański koszykarz
  - Gehad Grisha, egipski sędzia piłkarski
  - Ja Rule, amerykański raper, aktor
  - Katalin Kovács, węgierska kajakarka
  - Krzysztof Łukaszewicz, polski reżyser i scenarzysta filmowy
  - Milaim Rama, szwajcarski piłkarz pochodzenia kosowskiego
- 1980:
  - Simon Gagné, kanadyjski hokeista
  - Andreas Jakobsson, szwedzki snowboardzista
  - Rubén Plaza, hiszpański kolarz szosowy
  - Taylor Twellman, amerykański piłkarz
  - Agata Wypych, polska piłkarka ręczna
- 1984:
  - Darren Ambrose, angielski piłkarz
  - Olga Bołądź, polska aktorka
  - Ernest Bong, vanuacki piłkarz, bramkarz
  - Daniel Brata, rumuński judoka
  - Mark Foster, amerykański muzyk, wokalista, członek zespołu Foster the People
  - Ionuț Gheorghe, rumuński bokser
  - Dagmara Jack, polska kompozytorka
  - Cullen Jones, amerykański pływak
  - Daniel Lawitzke, niemiecki wioślarz
  - Ołeksandr Sajenko, ukraiński polityk
  - Barbara Tatara, polska modelka, zdobywczyni tytułu Miss Polonia
  - Nataļja Tiņina, łotewska siatkarka
  - Cam Ward, kanadyjski hokeista, bramkarz
  - Radik Żaparow, kazachski skoczek narciarski
- 1988:
  - Hanne Haugen Aas, norweska siatkarka
  - Mikel Balenziaga, hiszpański piłkarz narodowości baskijskiej
  - Fabiano, brazylijski piłkarz, bramkarz
  - Lena Gercke, niemiecka modelka
  - Benedikt Höwedes, niemiecki piłkarz
  - Pauline Kwalea, salomońska lekkoatletka, sprinterka
  - Marko Marković, serbski trębacz
  - Hannah Mills, brytyjska żeglarka sportowa
  - Bobby Sanguinetti, amerykański hokeista
  - Kamonporn Sukmak, tajska siatkarka
- 1992:
  - Jewhen Banada, ukraiński piłkarz
  - Laura Henkel, niemiecka lekkoatletka, oszczepniczka
  - Perry Kitchen, amerykański piłkarz
  - Aleksandrina Najdenowa, bułgarska tenisistka
  - Dawid Popek, polski siatkarz plażowy
  - Saphir Taïder, algierski piłkarz
  - Jessie T. Usher, amerykański aktor
- 1996:
  - Brandon Dávila, gwatemalski piłkarz, bramkarz
  - Jony, azersko-rosyjski piosenkarz, raper, autor tekstów
  - Ofelia Malinov, włoska siatkarka pochodzenia bułgarskiego
  - Wiktor Petryk, ukraiński zapaśnik
  - Reece Prescod, brytyjski lekkoatleta, sprinter
  - Ghizlane Siba, marokańska lekkoatletka, skoczkini wzwyż
  - Sun Xiao, chiński zapaśnik
  - Sōya Takahashi, japoński piłkarz
- 2000:
  - Matías Alfonso, urugwajski piłkarz
  - Tyrese Haliburton, amerykański koszykarz
  - Jesper Lindstrøm, duński piłkarz
  - Ferran Torres, hiszpański piłkarz
  - Hugo Vetlesen, norweski piłkarz
- 2004 – Lydia Jacoby, amerykańska pływaczka
- 2008 – Reiyo Matsumoto, japońska modelka i aktorka

## Zmarli
- 468 – Hilary, papież, święty (ur. ?)
- 992 – Oswald z Worcesteru, arcybiskup Yorku (ur. ?)
- 1212 – Hōnen, japoński mnich buddyjski, myśliciel (ur. 1133)
- 1460 – Albrecht III, książę Bawarii-Monachium (ur. 1401)
- 1472 – Antonia z Florencji, włoska zakonnica, błogosławiona (ur. 1401)
- 1600 – Caspar Henneberger, niemiecki duchowny luterański, kartograf (ur. 1529)
- 1604 – Lucio Sassi, włoski kardynał (ur. 1521)
- 1632 – Pedro Carranza Salinas, hiszpański duchowny katolicki, karmelita, pierwszy biskup Buenos Aires (ur. 1567)
- 1740 – Pietro Ottoboni, włoski kardynał (ur. 1667)
- 1744 – John Theophilus Desaguliers, brytyjski pastor anglikański, filozof przyrody, fizyk, wolnomularz pochodzenia francuskiego (ur. 1683)
- 1768 – Ignazio Michele Crivelli, włoski kardynał (ur. 1698)
- 1788 – Pasquale Acquaviva d’Aragona, włoski kardynał (ur. 1718)
- 1804 – Ludovico Flangini Giovanelli, włoski duchowny katolicki, patriarcha Wenecji, kardynał (ur. 1733)
- 1848 – Louis-François Lejeune, francuski baron, generał, malarz, litograf (ur. 1775)
- 1856 – August Chapdelaine, francuski misjonarz, męczennik, święty (ur. 1814)
- 1860 – George Bridgetower, brytyjski skrzypek, kompozytor pochodzenia karaibsko-niemieckiego (ur. 1778)
- 1868 – Ludwik I Wittelsbach, król Bawarii (ur. 1786)
- 1880 – Ludwik Halpert, polski bankier, urzędnik pochodzenia żydowskiego (ur. 1806)
- 1884 – Władysław Kluger, polski inżynier budowlany, podróżnik, badacz kultur indiańskich (ur. 1849)
- 1888 – Wilhelm Sponneck, duński ekonomista, polityk (ur. 1815)
- 1892 – Paweł Łubieński, polski ziemianin, działacz gospodarczy, publicysta (ur. 1817)
- 1904 – Henri Joseph Anastase Perrotin, francuski astronom (ur. 1845)
- 1908 – John Hope, brytyjski arystokrata, polityk kolonialny (ur. 1860)
- 1928:
  - Adolphe Appia, szwajcarski teoretyk teatru, scenograf (ur. 1862)
  - Ina Coolbrith, amerykańska poetka (ur. 1841)
  - Paul Dahlke, niemiecki lekarz, homeopata, buddysta (ur. 1865)
  - Armando Diaz, włoski dowódca wojskowy, marszałek pochodzenia hiszpańskiego (ur. 1861)
- 1932:
  - Arthur Mills Lea, australijski entomolog (ur. 1868)
  - Giuseppe Vitali, włoski matematyk (ur. 1875)
- 1940:
  - Edward Frederic Benson, brytyjski pisarz (ur. 1867)
  - Nyrki Tapiovaara, fiński reżyser filmowy (ur. 1911)
- 1944:
  - Ludwik Maurycy Landau, polski ekonomista, statystyk pochodzenia żydowskiego (ur. 1902)
  - Pehr Evind Svinhufvud, fiński polityk, premier i prezydent Finlandii (ur. 1861)
- 1948:
  - Arnold Berger, niemiecki historyk kultury (ur. 1862)
  - François Sevez, francuski generał (ur. 1891)
- 1956:
  - Henryk Czarnik, polski podpułkownik, piłkarz, działacz sportowy (ur. 1908)
  - Elpidio Quirino, filipiński polityk, wiceprezydent i prezydent Filipin (ur. 1890)
- 1960:
  - Edgar Meyer, niemiecki fizyk pochodzenia żydowskiego (ur. 1879)
  - Samuel Walker, brytyjski gimnastyk (ur. 1883)
- 1964:
  - Frank Albertson, amerykański aktor (ur. 1909)
  - Piotr Machrow, rosyjski generał lejtnant, pisarz i publicysta emigracyjny (ur. 1876)
- 1968 – Tore Ørjasæter, norweski poeta, dramaturg (ur. 1886)
- 1976:
  - Józef Czekalski, polski geograf, geolog, etnograf, kartograf (ur. 1895)
  - Thomas Lance, brytyjski kolarz torowy (ur. 1891)
- 1980:
  - Jigal Allon, izraelski generał major, polityk (ur. 1918)
  - Werner Keller, niemiecki pisarz, dziennikarz (ur. 1909)
  - Lothar Zinn, niemiecki szachista (ur. 1938)
- 1984:
  - Sälken Däulenow, kazachski i radziecki polityk (ur. 1907)
  - Ludwik Starski, polski pisarz, autor tekstów piosenek, scenarzysta filmowy pochodzenia żydowskiego (ur. 1903)
- 1988:
  - Alf Brodal, norweski anatom (ur. 1910)
  - Kåre Walberg, norweski skoczek narciarski (ur. 1912)
- 1992:
  - Ferenc Karinthy, węgierski pisarz (ur. 1921)
  - Władysław Kiedroń, polski biskup ewangelicki działający w Czechosłowacji (ur. 1922)
  - Czesław Nowicki, polski dziennikarz, prezenter pogody (ur. 1928)
  - Ruth Pitter, brytyjska poetka (ur. 1897)
- 1996:
  - Szams Pahlawi, irańska działaczka społeczna, starsza siostra szacha Mohammada Rezy Pahlawiego (ur. 1917)
  - Bolesław Polończyk, polski porucznik, cichociemny, inżynier górnik (ur. 1906)
  - Bronisław Radlak, polski historyk (ur. 1920)
  - Adam Smoliński, polski inżynier elektryk (ur. 1910)
- 2000:
  - Mieczysław Brożek, polski filolog klasyczny (ur. 1911)
  - Karen Hoff, duńska kajakarka (ur. 1921)
- 2004:
  - Ołeksandr Beresz, ukraiński gimnastyk (ur. 1977)
  - Jerome Lawrence, amerykański dramatopisarz (ur. 1915)
  - Danny Ortiz, gwatemalski piłkarz, bramkarz (ur. 1976)
  - Witold Rudziński, polski kompozytor, teoretyk i historyk muzyki, pedagog (ur. 1913)
  - Harold St. John, barbadoski polityk, premier Barbadosu (ur. 1931)
- 2008:
  - Leszek Dębski, polski trener piłki ręcznej (ur. 1934)
  - Witalij Fiedorczuk, radziecki generał, polityk, przewodniczący KGB (ur. 1918)
  - Jan Wirix-Speetjens, holenderski duchowny starokatolicki, biskup Haarlemu (ur. 1946)
- 2012:
  - Nasir Gadżihanow, rosyjski i macedoński zapaśnik (ur. 1967)
  - Davy Jones, brytyjski aktor, piosenkarz (ur. 1945)
- 2016:
  - Vladislavas Domarkas, litewski inżynier, radiotechnik, polityk (ur. 1939)
  - Jurij Korotkych, ukraiński piłkarz, bramkarz, trener pochodzenia rosyjskiego (ur. 1951)
  - Hannes Löhr, niemiecki piłkarz, trener (ur. 1942)
  - Francis Xavier Osamu Mizobe, japoński duchowny katolicki, biskup Sendai i Takamatsu (ur. 1935)
  - José Parra Martínez, hiszpański piłkarz (ur. 1925)
  - Louise Rennison, brytyjska pisarka (ur. 1951)
  - Marian Zagórny, polski rolnik, związkowiec (ur. 1960)
  - Piotr Zalewski, polski laryngolog (ur. 1934)
- 2020:
  - Jacek Abramowicz, polski pianista, kompozytor (ur. 1934)
  - Éva Székely, węgierska pływaczka (ur. 1927)
  - Andriej Wiediernikow, rosyjski kolarz szosowy (ur. 1959)
- 2024:
  - David Bordwell, amerykański teoretyk i historyk filmu (ur. 1947)
  - Marcin Bronikowski, polski śpiewak operowy (baryton) (ur. 1968)
  - Brian Mulroney, kanadyjski prawnik, polityk, premier Kanady (ur. 1939)
  - Ali Hassan Mwinyi, tanzański polityk, prezydent Tanzanii (ur. 1925)
  - Paolo Taviani, włoski reżyser i scenarzysta filmowy (ur. 1931)